# Саратська селищна територіальна громада
Саратська селищна територіальна громада — територіальна громада в Україні, у Білгород-Дністровському районі Одеської області. Створена в рамках адміністративно-територіальної реформи в Україні. Населення громади складає 16742 особи. Адміністративний центр — селище Сарата.
Громада утворена в результаті об'єднання Зорянської, Михайлівської, Мирнопільської, Введенської, Долинської, Новоселівської, Світлодолинської сільських та Саратської селищної рад.
Перші вибори відбулися 25 жовтня 2020 року.

## Склад громади
До складу громади входить одне селище — Сарата, а також 10 сіл:
- Введенка
- Долинка
- Камчик
- Кам'янка
- Мирнопілля
- Михайлівка
- Нова Іванівка
- Нова Плахтіївка
- Новоселівка
- Світлодолинське

## Географія
Водойма на території громади: річка Сарата.